# Мученик чести
«Мученик чести» (исп. La desdicha por la honra) — новелла испанского писателя Лопе де Веги, опубликованная в 1624 году.
Лопе де Вега написал новеллу, по его собственным словам, по просьбе своей возлюбленной Марты де Неварес. «Мученик чести» был впервые опубликован в 1624 году в составе авторского сборника «Цирцея и иные стихи и проза». В 1648 году, уже после смерти Лопе, «Мученика» включили вместе с другими его новеллами («Приключения Дианы», «Благоразумная месть» и «Гусман Смелый») в сборник «Любовные новеллы лучших сочинителей Испании», но без указания автора. Эта книга много раз переиздавалась, и только в 1777 году новеллу снова издали под именем Лопе.
В целом при написании «Мученика чести» Лопе ориентировался на опыт Банделло и Сервантеса. Важная тема в этой новелле — сочувствие к изгнанным из Испании в 1609 году морискам,причём здесь литературоведы видят явную параллель с одним эпизодом из «Дон Кихота» Сервантеса.